# حي الخضراء (بغداد)
حَيّ الخَضْرَاءِ هو أحد الأحياء السكنية في محافظة بغداد بدولة العراق، ويقع باتجاه الشمال الغربي من بغداد وتعرف بمنطقة (غرب بغداد)، وتسمى (الشرطة الثانية) وتحيط به منطقة العامرية (بغداد) من الجنوب ومنطقة الغزالية من الشمال الغربي ومنطقة حي الجامعة (بغداد) من الشرق، وزعت أراضيها لضباط الشرطة في بادئ الأمر.

## التقسيم
ينقسم حي الخضراء إلى محلتين هما محلة رقم 639 ومحلة رقم 641.

## صفة الحي
يحتوي على شارع واحد رئيسي بطول 5 كلم تقريبا وهو شارع تجاري رئيسي ويسمى بشارع الزبير، مساحة الدور فيها 600م مربع، وتحتوي على أول مدرسة ثانوية للمتميزين والمتميزات بالعراق بالإضافة إلى خمس مدارس ابتدائية ومدرستين متوسطة واحدة للذكور واخرى للإناث وكذلك بالنسبة للاعدادية وتحتوي كذلك على عدة دور عبادة (جوامع) أشهرها جامع الرحمن وجامع الشهيدين وجامع الجبار وجامع الرفاعي.
يقدر عدد سكانها ب(75000) ألف نسمة إلى قبل أحداث 2004 حيث شملتها حالة التهجير مابين عامي 2006\2007 ممازاد من عدد سكانها حيت تم تقسيم عدد من الدور من دار واحدة ذات مساحة 600م مربع إلى خمس أو ست دور ومع ذلك بقيت محافظة على الكثير من دورها ذات المساحة الاعتيادية وأيضا بقيت محافظة على عادات أهلها الطيبين.
شارعها الرئيسي يحتوي على مركز صحي (مستوصف) ومركز للشرطة ومركز للدفاع المدني والعديد من المحال التجارية ذات الاختصاصات المختلفة، إزدهر الحي تجارياً بعد أحداث عامي 2006 و2007 وأصبح شارعه الرئيسي ذا طابع تجاري بحت، وتعتبر حسب رأي ساكنيها من أهدأ مناطق بغداد سابقاً وحالياً وكذلك تعتبر من المناطق الراقية في بغداد.

## تاريخ المنطقة
المنطقة بدأت بالنهوض أواخر الستينات من القرن العشرين حيث سكنها ضباط الشرطة والمحاميين والأطباء ومن كفاءات أساتذة الجامعات والزراعيين وبعض الناس العامة، أما في الفترة من (2003 إلى 2014)، فقد تغيرت ديموغرافية المنطقة؛ نظراً لهجرة بعض أهلها لخارج العراق، أو على خلفيات عنصرية أو بسبب التهجير، أو الهجرة الطواعية.والقليل من السكان فيها تركوا بيوتهم مهجورة أو شبه مهجورة، ومن الملاحظ مجيء سكان من مناطق أخرى إليها ومن هذه المناطق الفلوجة.